# Figuration Libre
Figuration Libre [figyrasjõˈlibrə;] bezeichnet eine in den 1980er Jahren in Frankreich entstandene Richtung der bildenden Kunst. 
Die Figuration Libre ist als Reaktion auf die als zu rational empfundene Konzeptkunst entstanden. Kennzeichen ist eine vitale erzählerische Bildsprache, in der sowohl Elemente tradierter archaischer Kunstformen wie auch Versatzstücke aus der Alltags- und Subkultur zitiert und frei miteinander kombiniert werden: so können beispielsweise Comic-Elemente, Graffiti oder primitivistische Symbole enthalten sein, die zu einer ironischen gesellschafts- und kulturkritischen Bilderwelt zusammengefügt werden; eine Methode, die dem US-amerikanischen Pattern Painting der 1960er und 1970er Jahre ähnlich ist.

## Entstehung
Der Begriff Figuration Libre wurde 1981 von dem Fluxus-Künstler Ben Vautier in einem Artikel der Zeitschrift Flash Art für eine Gruppe junger Künstler geprägt. Die Gruppe bestand unter anderem aus Remi Blanchard, François Boisrond, Robert Combas, Louis Jammes und Hervé Di Rosa, die zwischen 1982 und 1985 gemeinsam mit US-amerikanischen Zeitgenossen wie Jean-Michel Basquiat, Keith Haring, Kenny Scharf oder Tseng Kwong in New York City, London, Pittsburgh und Paris ausstellten. 1985 waren die Künstler der Figuration Libre auf der Biennale de Paris vertreten.
Entsprechungen sind die Transavanguardia in Italien oder der Neoexpressionismus, beziehungsweise die Neuen Wilden (auch „Junge Wilde“) im Deutschland und Österreich sowie New Image Painting, Bad Painting oder Wild Style in den USA.